# Installation de recherche souterraine de Sanford

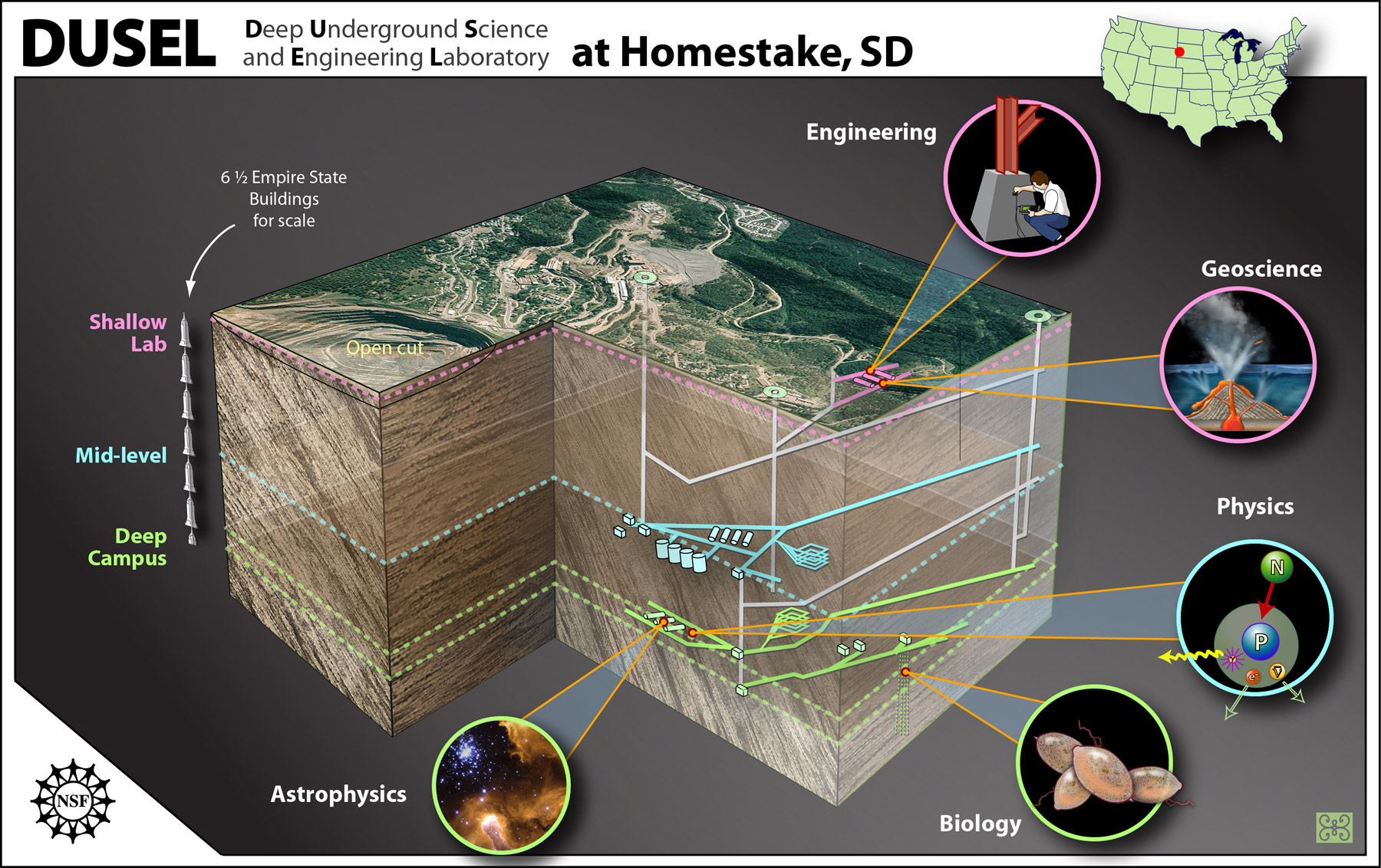
Schéma conceptuel du laboratoire DUSEL.

L'installation de recherche souterraine de Sanford (SURF) , (anciennement Sanford Underground Laboratory) à Homestake ou Sanford Lab, est un laboratoire souterrain près de Lead, dans l'État du Dakota du Sud, qui abrite de multiples expériences de physique dans des domaines tels que la recherche de matière noire et de neutrinos. Initialement, il était prévu de faire partie du projet du Laboratoire d'ingénierie et de métier profond (DUSEL) du département de l’Énergie des États-Unis  .

## Historique
La mine de Homestake était une mine d'or souterraine profonde découverte au cours de l'année 1876 lors de la ruée vers l'or dans les Black Hills. À la fin des années 1960, la mine a accueilli l'expérience de Homestake. L'opération, également connue sous le nom de l'expérience de Davis, a permis à Raymond Davis Jr. de mesurer directement le flux des neutrinos solaires. Les écarts significatifs entre les observations et les prédictions théoriques ont conduit au problème des neutrinos solaires.

## Sanford Lab
En 2011, le ministère de l'énergie a accepté de financer la recherche en cours au Sanford Lab. L'autorité de la science et de la technologie du Dakota du Sud opérant le laboratoire par le biais du Laboratoire national Lawrence-Berkeley. Les deux premières expériences majeures réalisées au Sanford Lab ont été l'expérience souterraine Grand Xenon (en) (LUX) consacrée à la recherche de la matière noire, et MAJORANA (en), élaborée pour mettre en évidence le phénomène rare de la double désintégration bêta sans émission de neutrinos. L'expérience CASPAR (Compact-Accelerator System Performing Astrophysical Research), consacrée à la recherche astrophysique, a débuté en août 2015 dans le but de commencer les tests d'étalonnage d'ici janvier 2016. Le département de l’Énergie a également retenu le Sanford Lab pour l'expérience Deep Neutrino Underground (en)  (DUNE),.
Outre ces installations, on y retrouve le laboratoire Deep Underground Gravity (DUGL) ainsi que le réseau de capteurs de mécanique des roches GEOX.